# Phillips Exeter Academy
Phillips Exeter Academy (también conocido como Exeter, Phillips Exeter, o PEA) es un colegio internado privado de alto rendimiento para estudiantes, ubicado en Exeter, Nuevo Hampshire. A fecha de 2016, su legado es de aproximadamente 1,150 millones de dólares, que es el legado más grande de colegios privados en Nueva Inglaterra.
La academia tradicionalmente educaba a sus pupilos con el fin de ingresarlos más tarde en la Universidad de Harvard. Tradicionalmente se considera rival de la cercana y homónima Phillips Academy de Andover (Massachusetts).